# The Confederate Spy
The Confederate Spy é um filme mudo de espionagem americano produzido pela Kalem Company e dirigido por Sidney Olcott, lançado em 1910. O filme tem a duração de 15 minutos (1 carretel; comprimento de lançamento original de 960 pés), e a história se passa durante a Guerra Civil Americana.

## Produção
A produção foi filmada em Jacksonville, na Flórida, onde a Kalem Company montou um estúdio. O filme foi dirigido por Sidney Olcott, com roteiro de Gene Gauntier, que também interpretou a personagem principal. O filme contém onze cenas. O filme foi lançado em 9 de fevereiro de 1910 em Nova York, e em 29 de fevereiro de 1912 em Londres.

## Trama
O filme começa em 1857 e acompanha um escravo negro idoso chamado Tio Daniel, o capataz, que demonstra lealdade ao seu senhor Ward e senhora Charlotte, donos da plantação. Três anos depois, seu mestre Ward é agora um jovem tenente confederado enviado em uma missão perigosa para capturar planos secretos da União, mas ele é ferido e os documentos devem ser entregues pelo fiel escravo Tio Daniel.
No decorrer da trama, o Tio Daniel defende a senhora contra guerrilheiros em uma cabana no pântano, protege o seu senhor ferido e entrega os planos secretos para um general confederado. Após um esquadrão sulista resgatar o senhor ferido, lhe é informado que Tio Daniel entregou os planos em segurança. O senhor estende a mão para o Tio Daniel que a pega hesitantemente e então Charlotte coloca a sua nas mãos unidas. O bravo velho Tio Daniel foi fiel à sua confiança e não apenas protegeu a sua esposa, mas também salvou a vida e a honra de seu mestre.

## Elenco
De acordo com o artigo de Gene Gauntier, "Blazing the Trail", na revista Woman's Home Companion de dezembro de 1928, os outros atores da Kalem Co. na Flórida naquela época eram George Melford, Jane Wolfe, Robert Vignola, Kenean Duel, James Vincent e Tommy Santley.